# 科季夫卡 (扎切皮利夫卡區)
49°5′4″N 35°32′5″E / 49.08444°N 35.53472°E
科季夫卡（烏克蘭語：Котівка）是位於烏克蘭東部的村莊，由哈爾科夫州别列斯京区的扎切皮利夫卡市鎮負責管轄。該村始建於1920年，面積0.41平方公里，海拔高度145米，2001年人口65，人口密度每平方公里160.5人。